# Podocryptula
Podocryptula är ett släkte av fjärilar. Podocryptula ingår i familjen tandspinnare.
Kladogram enligt Catalogue of Life:
| Podocryptula | \| \| Podocryptula excurvata \| \| \| \| \| \| Podocryptula nana \| \| \| \| |
|              | \| \| Podocryptula excurvata \| \| \| \| \| \| Podocryptula nana \| \| \| \| |
|              | Podocryptula excurvata                                                       |
|              |                                                                              |
|              | Podocryptula nana                                                            |
|              |                                                                              |